# Hyperolius acuticeps
Hyperolius acuticeps es una especie de anfibios de la familia Hyperoliidae.
Habita en Burundi, República Democrática del Congo, Etiopía, Kenia, Malaui, Mozambique, Ruanda, Somalia, Sudáfrica, Sudán, Tanzania, Uganda, Zambia, Zimbabue y, posiblemente, Botsuana, República Centroafricana, Chad, Namibia y Suazilandia.
Su hábitat natural incluye sabanas secas, sabanas húmedas, zonas de arbustos de clima templado, zonas de arbustos tropicales o subtropicales secos, praderas templadas, praderas tropicales o subtropicales a baja altitud, praderas húmedas o inundadas en alguna estación, praderas tropicales o subtropicales a gran altitud, ríos, pantanos, lagos de agua dulce, marismas de agua dulce, áreas urbanas, zonas previamente boscosas ahora degradadas, áreas de almacenamiento de agua y estanques.
Está amenazada de extinción por la pérdida de su hábitat natural.